# I/O Gazette
I/O Gazette, sous-titré La gazette des festivals, est un journal français papier et web dédié aux festivals de spectacles vivants et plus largement de création contemporaine : théâtre, danse, performances, musique, opéra, arts visuels, livres, cinéma.

## Historique
I/O Gazette a été créé au printemps 2015 par Marie Sorbier, Mathias Daval et Gala Collette, ayant reçu le soutien de Fleur Pellerin alors ministre de la Culture, ainsi que du quotidien La Provence dont le propriétaire est à l'époque Bernard Tapie. Le principe de départ est de renouveler la critique existante dans les médias français, tout en interrogeant le concept même de "critique" . Le nom "I/O" vient du "in" et du "off" du festival d'Avignon.
La première édition est lancée en juillet 2015 à l'occasion du 69e Festival d'Avignon, avec un slogan : "Avez-vous l'esprit critique ?". Sa première édition était quotidienne, avant de passer à un rythme bimensuel à partir de septembre 2015, puis de suivre un rythme de publication irrégulier.
Basé à Paris, le journal est indépendant. Il comporte une vingtaine de collaborateurs réguliers, et ouvre ses pages aux contributeurs extérieurs, notamment au festival d'Avignon.

## Contenu
I/O Gazette est un journal de 12 à 24 pages au format tabloïd. Il se compose de critiques de spectacles, d'entretiens, de reportages, de tribunes, et a couvert plus de 200 festivals à travers le monde[réf. souhaitée], parmi lesquels : le Festival d'Avignon, le Festival d'Automne à Paris, le Kunstenfestivaldesarts à Bruxelles, le Festival TransAmériques à Montréal, la Biennale de Venise, Montpellier Danse, la Biennale de Danse de Lyon, le Festival d'Edimbourg, le Festival d'Abu Dhabi ou le Golden Mask à Moscou. Le journal est distribué dans les théâtres et lieux culturels parisiens ainsi que dans les lieux des festivals couverts.
La particularité des unes de I/O Gazette[réf. nécessaire] est de comporter une photo déconnectée du contenu du journal[réf. nécessaire], réalisée par des photographes d'art comme Maurizio Cattelan, Charles Fréger, Karen Knorr, Stéphanie Solinas, Erwan Morère, Charles-Henri Bédué, notamment en partenariat avec les Rencontres d'Arles.

## Équipe
- Directrice de la publication et rédactrice en chef : Marie Sorbier (également productrice à France Culture[6])
- Rédacteur en chef adjoint et secrétaire général : Mathias Daval (également managing editor pour le Theatre Times[7])